# Pepliphorus
Pepliphorus is een geslacht van vlinders van de familie Lycaenidae, uit de onderfamilie Lycaeninae.

## Soorten
- P. cyanea (Cramer, 1779)
- P. nemophilina